# 大浜埼灯台
大浜埼灯台（おおはまさきとうだい）は、瀬戸内海中央部、広島県尾道市の因島にある灯台。
1894年（明治27年）竣工。因島と向島に挟まれた海峡である「布刈瀬戸」を望む位置、因島大橋のたもとに位置する。その西側には同年に検潮所が置かれる。更に灯台の南側高台に1910年（明治43年）の信号所が造られ、現在では因島大橋記念公園内にある灯台記念館として保存されている。

## 大浜埼灯台
近代に整備された「三原瀬戸航路」に置かれた9つの航路標識の1つ。海抜10mほどの場所に周囲を石積の暴風壁で守られた、円形石造の灯台。灯火標高は約18mと高くないのは、この灯台近くに船が通るため遠くまで光を届ける必要がないことから。周囲に手すり付きの踊り場が付いている。建設費は当時の金額で1,570円18銭9厘。

## 沿革

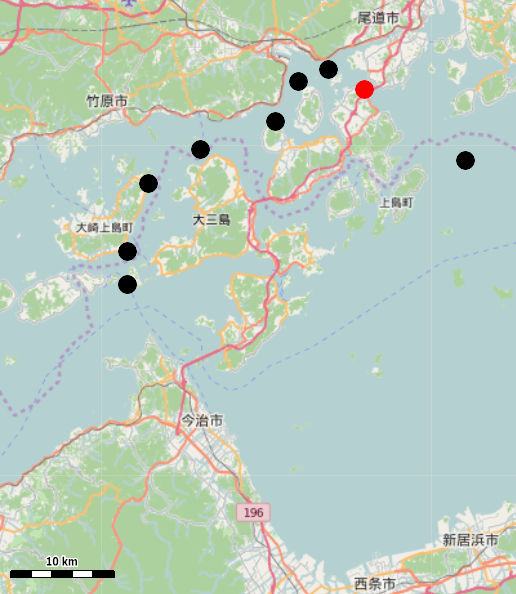
三原瀬戸航路に設置された9つの灯台

布刈瀬戸は尾道水道とともに中世から近世にかけて”安芸地乗り”と呼ばれた航路で、海峡の向島側東端の岬である観音崎に村上海賊が余崎城を置いて航行を掌握していたこともあるなど、古くから瀬戸内海での主要航路の1つである。この地の南、四国と大島に挟まれた来島海峡は瀬戸内海の主要航路であるが潮流が速く海の難所であるため、近代に入り機帆船が登場して以降も、行き足の遅い船は別のルートを選択していた。それが大三島と大崎上島の間－三原沖－布刈瀬戸を通るルート”三原瀬戸航路”であり、大きく迂回することになるが、潮流は来島海峡の半分程度であった。
「大浜埼灯台」は、来島海峡の副航路である三原瀬戸航路に整備された9つの航路標識の1つで、1894年（明治27年）に竣工する。明治後期になると更に通行量が増え海難事故が多発したため、潮流と船の往来を信号で示す「大浜埼船舶通航潮流信号所」が、1910年（明治43年）、灯台背面の丘に設置された。日本最初の信号所が関門海峡に出来た翌年のことである。
戦後、技術革新により来島海峡を難なく航行する小型船が増えたため、この航路の通行量が減ったことから、1954年（昭和29年）、信号所は閉鎖された。
1959年（昭和34年）には灯台の無人化、1962年（昭和37年）事務所が廃止となり詰所が撤去されたものの、信号所自体はそのまま残された。のち、因島大橋開通後、その袂を記念公園として整備していた因島市が信号所を有償で引き取り、1986年（昭和61年）、灯台資料館として開館した。

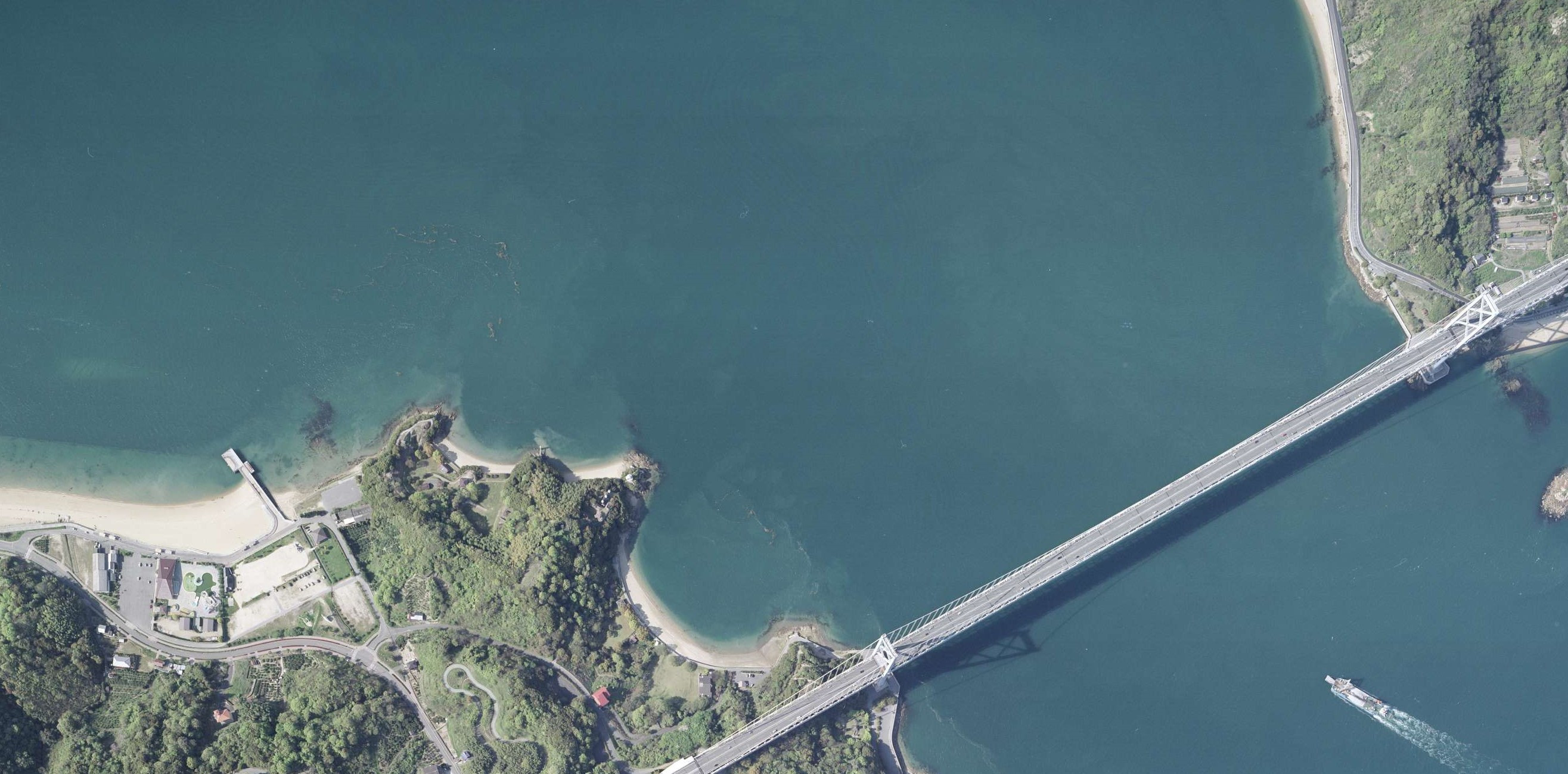
2010年。中央付近の岬に大浜埼灯台が、その左下の3つ並ぶ白い点が灯台記念館。そこから左の岬に検潮所がある。

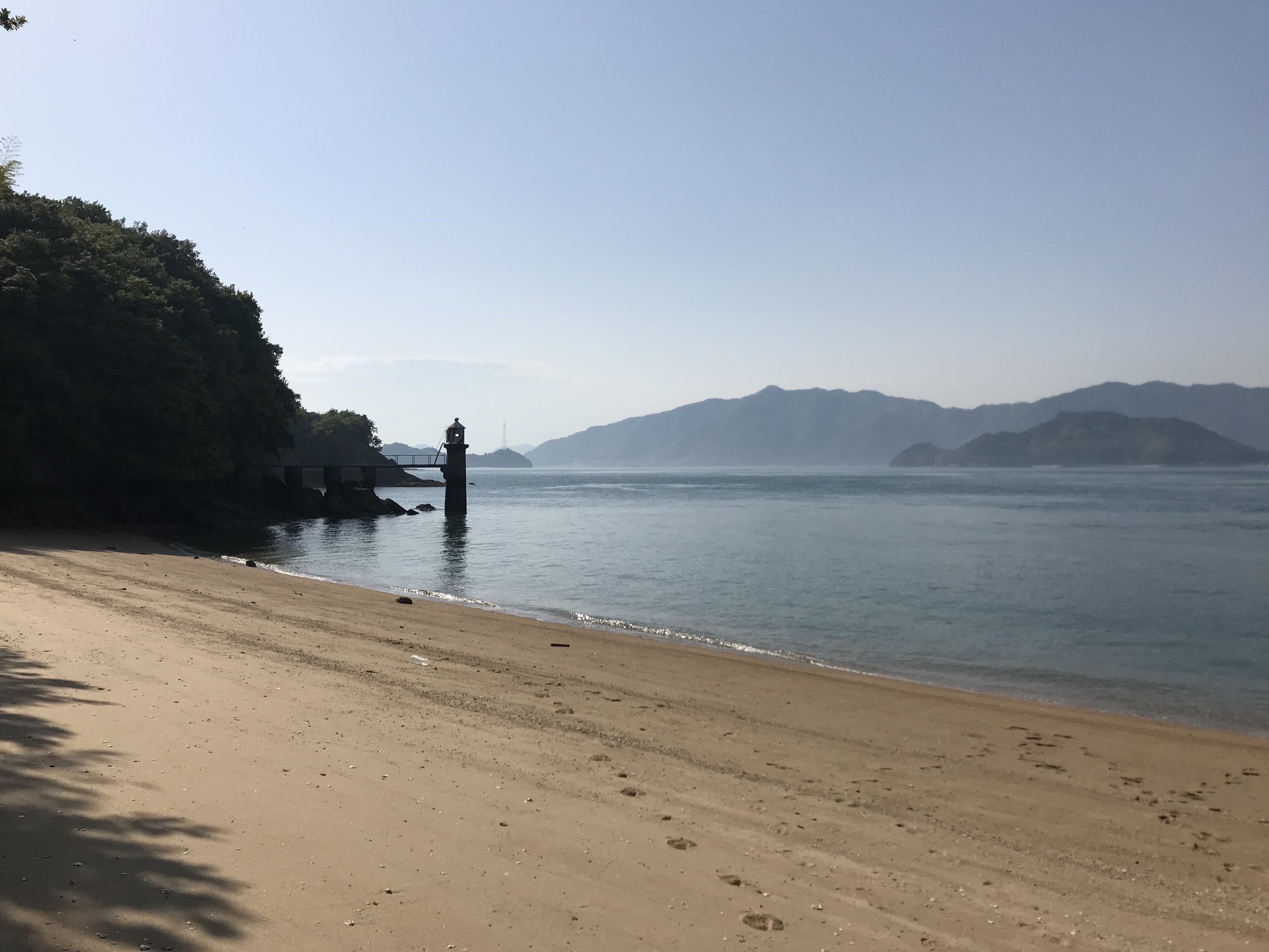
検潮所の遠景

## 大浜埼灯台記念館

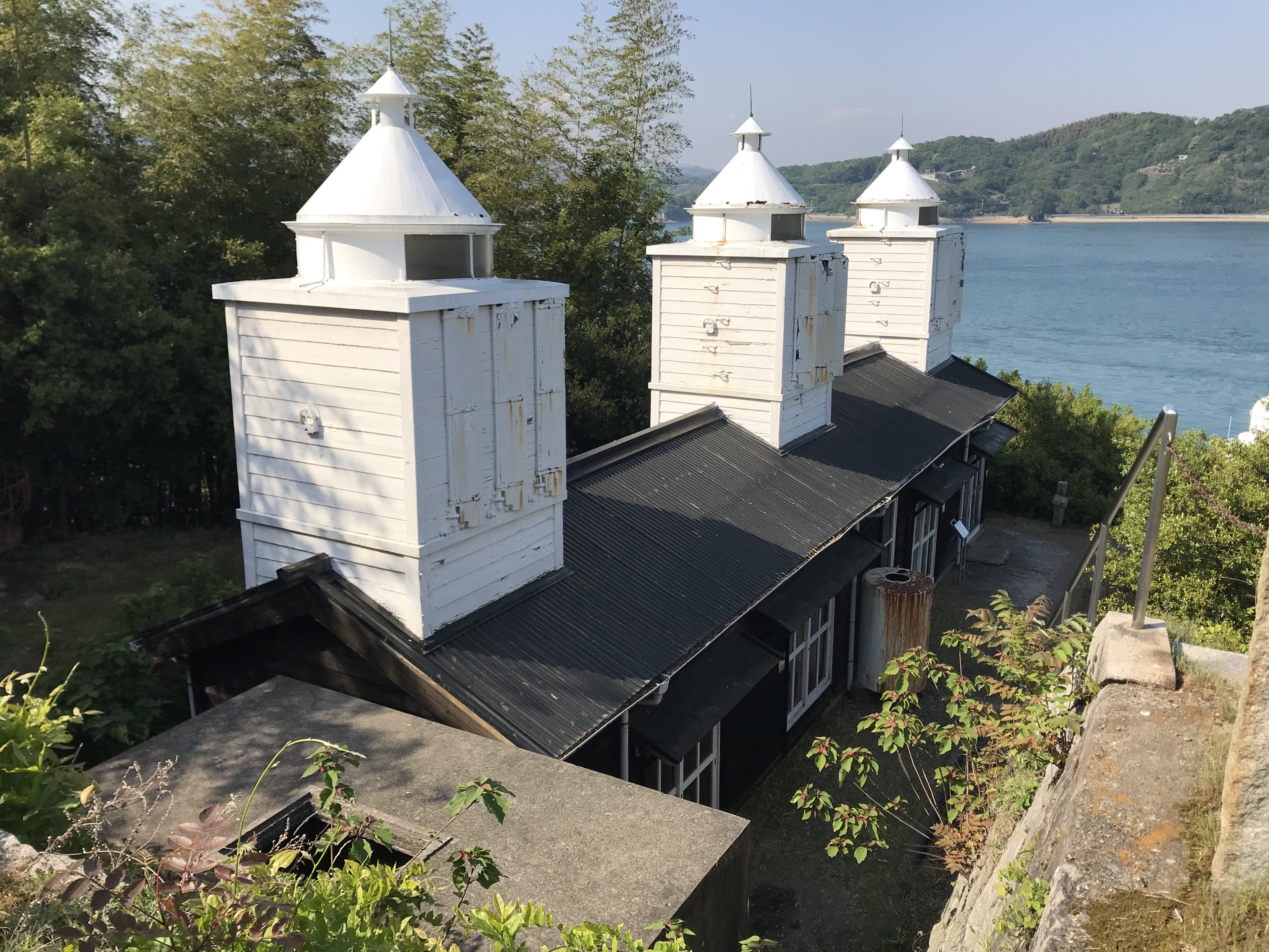
大浜埼灯台記念館

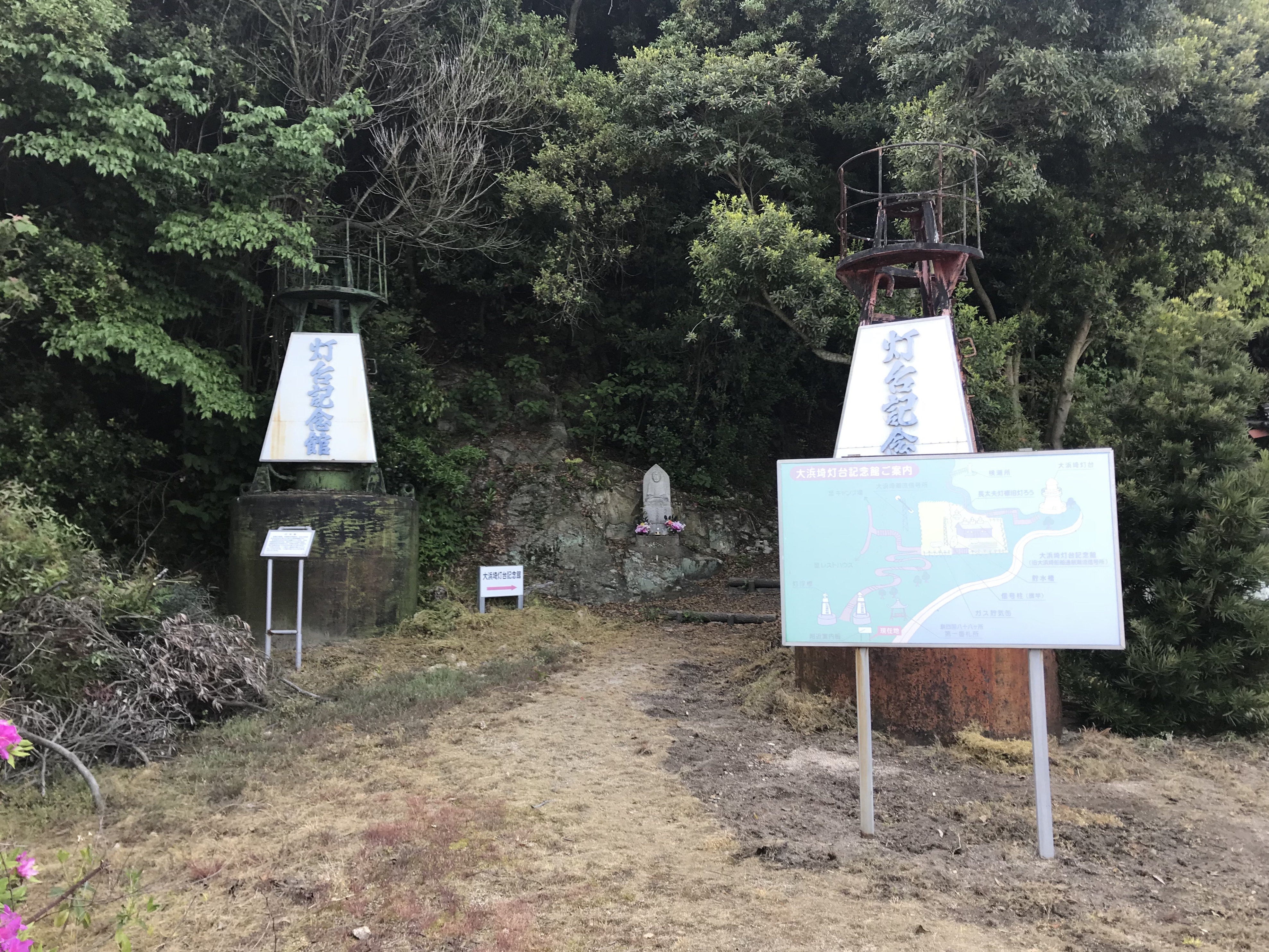
大浜埼灯台記念館の入り口

旧大浜埼船舶通航潮流信号所。1910年（明治43年）竣工、1986年（昭和61年）開館。灯台は海上保安庁が管理しているが、こちらは尾道市が管理している。普段は施錠されており、見学には尾道市因島総合支所に事前申請する必要がある。国の重要文化財に指定されている。
木造平屋建切妻屋根、塔屋3基付。幅3.74m×奥行16.38m×高さ8.75m、桁行9間×梁間2間。近代に造られた木造信号所としては現存唯一のものである。2005年（平成17年）に土木学会選奨土木遺産、2011年（平成23年）には広島県重要文化財に指定。2024年（令和6年）8月15日に国の重要文化財に指定。
この施設の特徴は屋根の上にある3つの塔である。周辺の海域を東西3区域に分け、それぞれの塔からの信号で反対側から航行している船の位置を知らせた。海側から第1種信号・第2種信号・第3種信号と呼ばれ、昼間は塔の中央に大きく記号を表示、夜間は塔の上部のライトで表示した。
|               | 伝達方法        | 伝達方法       | 情報                                          | 情報                                  |       |
| 昼間 （記号） | 夜間 （ライト） | 西行船に対して | 東行船に対して                                |                                       |       |
| ------------- | --------------- | -------------- | --------------------------------------------- | ------------------------------------- | ----- |
| 第1種         | ○               | 白色点灯       | 高根島小佐木島間に在りて 東方に航行する船あり | 外梶埼以東に在て 西方に航行する船あり | [ 9 ] |
| 第2種         | △               | 赤色点滅       | 小佐木島細島間に在て 東方に航行する船あり     | 外梶埼以西に在て 西方に航行する船あり | [ 9 ] |
| 第3種         | □               | 赤色点灯       | 細島以東に在て 東方に帆船群走す               | 布刈瀬戸に帆船群走す                  | [ 9 ] |

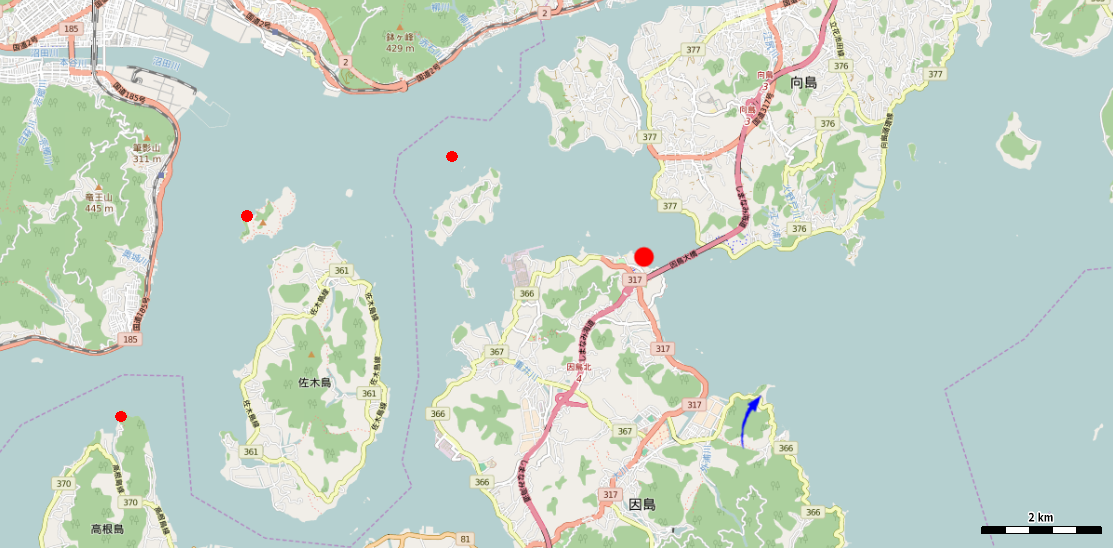
周辺海域と灯台の位置を示したもの。西（左）側から高根島、小佐木島、細島。矢印が外梶埼（梶の鼻）。

つまり第1種から第3種に移るにつれ、布刈瀬戸に船が存在することを伝達していた。昼間の記号は塔の中心に黒地に白文字で書かれ、窓の羽根板を開閉することにより表示を切り替えていた。現在塔屋はすべて白で塗りつぶされているが、当時は白色の記号を目立たせるため、塔屋や羽根板も黒であった。羽根板を動かす機構もケーブルの破損により現在は使えない。
潮流は、腕木式信号機（昼間のみ）で表示した。鉄骨造方形で塔高5.73m。その他、通信用信号柱（旗竿）で知らせている。昼間潮流信号機と旗竿は現存し、「旧大浜埼通航潮流信号所施設」の名称で、前述の信号所の建物とともに国の重要文化財に指定されている。

## 交通
- 車
  - 因島北ICから約10分
  - 因島南ICから約15分
- 高速バス
  - 因島大橋バス停下車、徒歩約10分

## 参考資料
テンプレートの記載は以下のものによる。
- 日本の灯台データベース (PDF)  - 気象海洋コンサルタント